# Grand Prix moto d'Espagne
Navigation

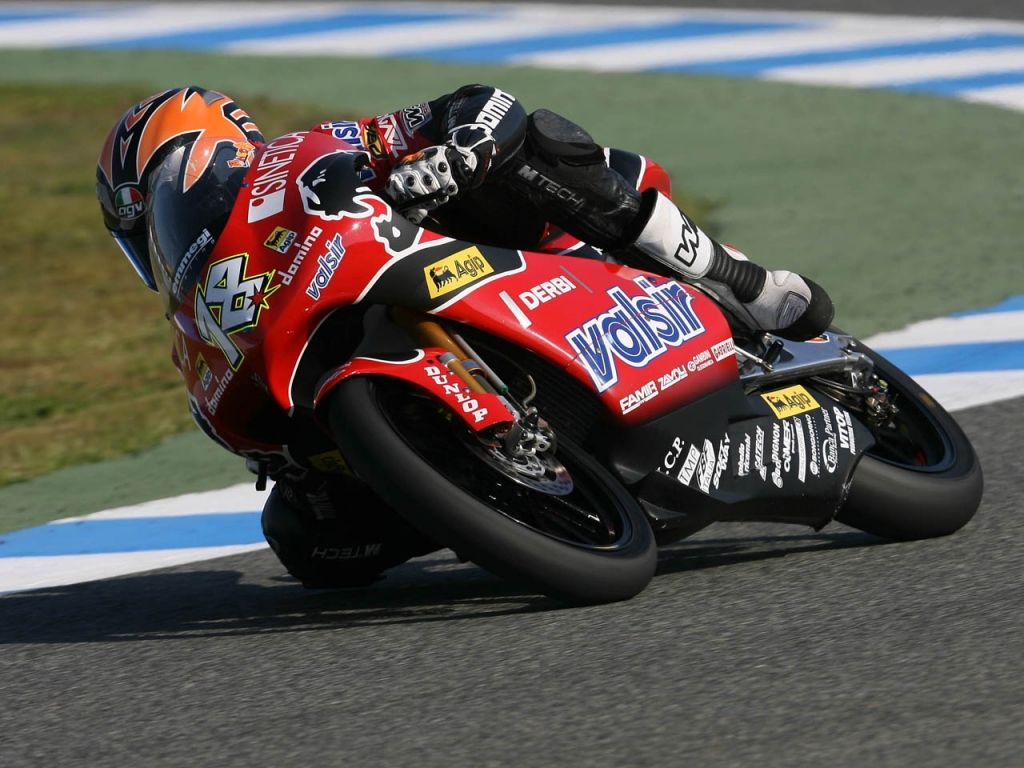
Nicolas Terol au Grand Prix moto d'Espagne 2007.

Le Grand prix moto d'Espagne de vitesse est une épreuve du Championnat du monde de vitesse moto créée en 1950. À l’exception de la première édition et entre 1956 et 1960, il a toujours fait partie du championnat du monde. Depuis l’édition 1989, la compétition se déroule de manière ininterrompue sur le Circuit de Jerez, qui a également accueilli l’édition 1987. Les deux autres circuits utilisés étaient le circuit du Jarama (1969, 1971, 1973, 1975, 1977-1986 et 1988) et le Circuit de Montjuïc (1951-1968, 1970, 1972, 1974 et 1976).

## Appellations officielles et sponsors
- 1950–1951, 1954–1955, 1972–1981, 1985–1986, 1990–1991, 1994: Gran Premio de España (pas de sponsor officiel)[1]
- 1982: Gran Premio Banco Atlántico[2]
- 1983: Marlboro Gran Premio de España de Motociclismo
- 1984, 1987: Marlboro Gran Premio de España[3]
- 1988: Gran Premio Marlboro de España
- 1989: Marlboro Gran Premio de España de Motociclismo[4]
- 1992: Gran Premio Ducados de España
- 1993: Gran Premio de España Ducados
- 1995: Gran Premio de España MX Onda
- 1996–1997: Gran Premio Lucky Strike de España[5]
- 1998–2005: Gran Premio Marlboro de España[6]
- 2006: Gran Premio betandwin.com de España[7]
- 2007–2009: Gran Premio bwin.com de España[8]
- 2010–2015: Gran Premio bwin de España[9]
- 2016–2022: Gran Premio Red Bull de España[10]
- 2023: Gran Premio MotoGP Guru by Gryfyn de España[11]
- 2024–présent: Gran Premio Estrella Galicia 0,0 de España

## Palmarès

### Par saisons
| Année | Circuit | Moto3              | Moto2                 | MotoGP             | Rapport |
| ----- | ------- | ------------------ | --------------------- | ------------------ | ------- |
| 2025  | Jerez   | José Antonio Rueda | Manuel González       | Álex Márquez       | Rapport |
| 2024  | Jerez   | Collin Veijer      | Fermín Aldeguer       | Francesco Bagnaia  | Rapport |
| 2023  | Jerez   | Ivan Ortola        | Sam Lowes             | Francesco Bagnaia  | Rapport |
| 2022  | Jerez   | Izan Guevara       | Ai Ogura              | Francesco Bagnaia  | Rapport |
| 2021  | Jerez   | Pedro Acosta       | Fabio Di Giannantonio | Jack Miller        | Rapport |
| 2020  | Jerez   | Albert Arenas      | Luca Marini           | Fabio Quartararo   | Rapport |
| 2019  | Jerez   | Niccolò Antonelli  | Lorenzo Baldassarri   | Marc Márquez       | Rapport |
| 2018  | Jerez   | Philipp Öttl       | Lorenzo Baldassarri   | Marc Márquez       | Rapport |
| 2017  | Jerez   | Arón Canet         | Álex Márquez          | Dani Pedrosa       | Rapport |
| 2016  | Jerez   | Brad Binder        | Sam Lowes             | Valentino Rossi    | Rapport |
| 2015  | Jerez   | Danny Kent         | Jonas Folger          | Jorge Lorenzo      | Rapport |
| 2014  | Jerez   | Romano Fenati      | Mika Kallio           | Marc Márquez       | Rapport |
| 2013  | Jerez   | Maverick Viñales   | Esteve Rabat          | Dani Pedrosa       | Rapport |
| 2012  | Jerez   | Romano Fenati      | Pol Espargaró         | Casey Stoner       | Rapport |
| Année | Circuit | 125 cm³            | Moto2                 | MotoGP             | Rapport |
| 2011  | Jerez   | Nicolas Terol      | Andrea Iannone        | Jorge Lorenzo      | Rapport |
| 2010  | Jerez   | Pol Espargaró      | Toni Elías            | Jorge Lorenzo      | Rapport |
| Année | Circuit | 125 cm³            | 250 cm³               | MotoGP             | Rapport |
| 2009  | Jerez   | Bradley Smith      | Hiroshi Aoyama        | Valentino Rossi    | Rapport |
| 2008  | Jerez   | Simone Corsi       | Mika Kallio           | Daniel Pedrosa     | Rapport |
| 2007  | Jerez   | Gábor Talmácsi     | Jorge Lorenzo         | Valentino Rossi    | Rapport |
| 2006  | Jerez   | Álvaro Bautista    | Jorge Lorenzo         | Loris Capirossi    | Rapport |
| 2005  | Jerez   | Marco Simoncelli   | Daniel Pedrosa        | Valentino Rossi    | Rapport |
| 2004  | Jerez   | Marco Simoncelli   | Roberto Rolfo         | Sete Gibernau      | Rapport |
| 2003  | Jerez   | Lucio Cecchinello  | Toni Elías            | Valentino Rossi    | Rapport |
| 2002  | Jerez   | Lucio Cecchinello  | Fonsi Nieto           | Valentino Rossi    | Rapport |
| Année | Circuit | 125 cm³            | 250 cm³               | 500 cm³            | Rapport |
| 2001  | Jerez   | Masao Azuma        | Daijiro Kato          | Valentino Rossi    | Rapport |
| 2000  | Jerez   | Emilio Alzamora    | Ralf Waldmann         | Kenny Roberts, Jr. | Rapport |
| 1999  | Jerez   | Masao Azuma        | Valentino Rossi       | Àlex Crivillé      | Rapport |
| 1998  | Jerez   | Kazuto Sakata      | Loris Capirossi       | Àlex Crivillé      | Rapport |
| 1997  | Jerez   | Valentino Rossi    | Ralf Waldmann         | Àlex Crivillé      | Rapport |
| 1996  | Jerez   | Haruchika Aoki     | Max Biaggi            | Michael Doohan     | Rapport |
| 1995  | Jerez   | Haruchika Aoki     | Tetsuya Harada        | Alberto Puig       | Rapport |
| 1994  | Jerez   | Kazuto Sakata      | Jean-Philippe Ruggia  | Michael Doohan     | Rapport |
| 1993  | Jerez   | Kazuto Sakata      | Tetsuya Harada        | Kevin Schwantz     | Rapport |
| 1992  | Jerez   | Ralf Waldmann      | Loris Reggiani        | Michael Doohan     | Rapport |
| 1991  | Jerez   | Noboru Ueda        | Helmut Bradl          | Michael Doohan     | Rapport |
| 1990  | Jerez   | Jorge Martínez     | John Kocinski         | Wayne Gardner      | Rapport |

| Année | Circuit | 80 cm³             | 125 cm³            | 250 cm³        | 500 cm³         | Rapport |
| ----- | ------- | ------------------ | ------------------ | -------------- | --------------- | ------- |
| 1989  | Jerez   | Herri Torrontegui  | Àlex Crivillé      | Luca Cadalora  | Eddie Lawson    | Rapport |
| 1988  | Jarama  | Stefan Dörflinger  | Jorge Martínez     | Sito Pons      | Kevin Magee     | Rapport |
| 1987  | Jerez   | Jorge Martínez     | Fausto Gresini     | Martin Wimmer  | Wayne Gardner   | Rapport |
| 1986  | Jarama  | Jorge Martínez     | Fausto Gresini     | Carlos Lavado  | Wayne Gardner   | Rapport |
| 1985  | Jarama  | Jorge Martínez     | Pier Paolo Bianchi | Carlos Lavado  | Freddie Spencer | Rapport |
| 1984  | Jarama  | Pier Paolo Bianchi | Angel Nieto        | Sito Pons      | Eddie Lawson    | Rapport |
| Année | Circuit | 50 cm³             | 125 cm³            | 250 cm³        | 500 cm³         | Rapport |
| 1983  | Jarama  | Eugenio Lazzarini  | Angel Nieto        | Hervé Guilleux | Freddie Spencer | Rapport |
| 1982  | Jarama  | Stefan Dörflinger  | Angel Nieto        | Carlos Lavado  | Kenny Roberts   | Rapport |
| 1981  | Jarama  | Ricardo Tormo      | Angel Nieto        | Anton Mang     |                 | Rapport |

| Année | Circuit  | 50 cm³               | 125 cm³             | 250 cm³           | 350 cm³           | 500 cm³           | Rapport |
| ----- | -------- | -------------------- | ------------------- | ----------------- | ----------------- | ----------------- | ------- |
| 1980  | Jarama   | Eugenio Lazzarini    | Pier Paolo Bianchi  | Kork Ballington   |                   | Kenny Roberts     | Rapport |
| 1979  | Jarama   | Eugenio Lazzarini    | Angel Nieto         | Kork Ballington   | Kork Ballington   | Kenny Roberts     | Rapport |
| 1978  | Jarama   | Eugenio Lazzarini    | Eugenio Lazzarini   | Gregg Hansford    |                   | Pat Hennen        | Rapport |
| 1977  | Jarama   | Angel Nieto          | Pier Paolo Bianchi  | Takazumi Katayama | Michel Rougerie   |                   | Rapport |
| 1976  | Montjuïc | Angel Nieto          | Pier Paolo Bianchi  | Gianfranco Bonera | Kork Ballington   |                   | Rapport |
| 1975  | Jarama   | Angel Nieto          | Paolo Pileri        | Walter Villa      | Giacomo Agostini  |                   | Rapport |
| 1974  | Montjuïc | Henk van Kessel      | Benjamin Grau       | John Dodds        | Víctor Palomo     |                   | Rapport |
| 1973  | Jarama   | Jan de Vries         | Chas Mortimer       | John Dodds        | Adu Celso-Santos  | Phil Read         | Rapport |
| 1972  | Montjuïc | Angel Nieto          | Kent Andersson      | Renzo Pasolini    | Bruno Kneubühler  | Chas Mortimer     | Rapport |
| 1971  | Jarama   | Jan de Vries         | Angel Nieto         | Jarno Saarinen    | Teuvo Länsivuori  | Dave Simmonds     | Rapport |
| 1970  | Montjuïc | Salvador Cañellas    | Angel Nieto         | Kent Andersson    | Angelo Bergamonti | Angelo Bergamonti | Rapport |
| 1969  | Jarama   | Aalt Toersen         | Cees van Dongen     | Santiago Herrero  | Giacomo Agostini  | Giacomo Agostini  | Rapport |
| 1968  | Montjuïc | Hans-Georg Anscheidt | Salvador Cañellas   | Phil Read         |                   | Giacomo Agostini  | Rapport |
| 1967  | Montjuïc | Hans-Georg Anscheidt | Bill Ivy            | Phil Read         |                   |                   | Rapport |
| 1966  | Montjuïc | Luigi Taveri         | Bill Ivy            | Mike Hailwood     |                   |                   | Rapport |
| 1965  | Montjuïc | Hugh Anderson        | Hugh Anderson       | Phil Read         |                   |                   | Rapport |
| 1964  | Montjuïc | Hans-Georg Anscheidt | Luigi Taveri        | Tarquinio Provini |                   |                   | Rapport |
| 1963  | Montjuïc | Hans-Georg Anscheidt | Luigi Taveri        | Tarquinio Provini |                   |                   | Rapport |
| 1962  | Montjuïc | Hans-Georg Anscheidt | Kunimitsu Takahashi | Jim Redman        |                   |                   | Rapport |
| 1961  | Montjuïc |                      | Tom Phillis         | Gary Hocking      |                   |                   | Rapport |
| 1960  | Montjuïc |                      | Luigi Taveri        |                   |                   | Jim Redman        | Rapport |
| 1959  | Montjuïc |                      | Juan Elizalde       |                   | Ricardo Fargas    | Peter Ferbrache   | Rapport |
| 1958  | Montjuïc |                      | Carlo Ubbiali       | Carlo Ubbiali     |                   | John Surtees      | Rapport |
| 1957  | Montjuïc |                      | Carlo Ubbiali       |                   |                   | John Surtees      | Rapport |
| 1955  | Montjuïc |                      | Luigi Taveri        |                   |                   | Reg Armstrong     | Rapport |
| 1954  | Montjuïc |                      | Tarquinio Provini   |                   | Fergus Anderson   | Dickie Dale       | Rapport |
| 1953  | Montjuïc |                      | Angelo Copeta       | Enrico Lorenzetti |                   | Fergus Anderson   | Rapport |
| 1952  | Montjuïc |                      | Emilio Mendogni     |                   |                   | Leslie Graham     | Rapport |
| 1951  | Montjuïc |                      | Guido Leoni         |                   | Tommy Wood        | Umberto Masetti   | Rapport |
| 1950  | Montjuïc |                      | Nello Pagani        |                   | Tommy Wood        | Nello Pagani      | Rapport |

- Courses qui n'ont pas fait partie du championnat du monde de vitesse moto.

### Par pilotes (vainqueurs multiples)
| Nombre de victoires | Pilotes              | Victoires  | Victoires                                |
| Nombre de victoires | Pilotes              | Catégories | Années de victoires                      |
| ------------------- | -------------------- | ---------- | ---------------------------------------- |
| 11                  | Ángel Nieto          | 125cc      | 1970, 1971, 1979, 1981, 1982, 1983, 1984 |
| 11                  | Ángel Nieto          | 50cc       | 1972, 1975, 1976, 1977                   |
| 9                   | Valentino Rossi      | MotoGP     | 2002, 2003, 2005, 2007, 2009, 2016       |
| 9                   | Valentino Rossi      | 500cc      | 2001                                     |
| 9                   | Valentino Rossi      | 250cc      | 1999                                     |
| 9                   | Valentino Rossi      | 125cc      | 1997                                     |
| 5                   | Hans-Georg Anscheidt | 50cc       | 1962, 1963, 1964, 1967, 1968             |
| 5                   | Eugenio Lazzarini    | 125cc      | 1978                                     |
| 5                   | Eugenio Lazzarini    | 50cc       | 1978, 1979, 1980, 1983                   |
| 5                   | Pier Paolo Bianchi   | 125cc      | 1976, 1977, 1980, 1985                   |
| 5                   | Pier Paolo Bianchi   | 80cc       | 1984                                     |
| 5                   | Jorge Martínez       | 125cc      | 1988, 1990                               |
| 5                   | Jorge Martínez       | 80cc       | 1985, 1986, 1987                         |
| 5                   | Jorge Lorenzo        | MotoGP     | 2010, 2011, 2015                         |
| 5                   | Jorge Lorenzo        | 250cc      | 2006, 2007                               |
| 4                   | Luigi Taveri         | 125cc      | 1955, 1963, 1964                         |
| 4                   | Luigi Taveri         | 50cc       | 1966                                     |
| 4                   | Phil Read            | 500cc      | 1973                                     |
| 4                   | Phil Read            | 250cc      | 1965, 1967, 1968                         |
| 4                   | Giacomo Agostini     | 500cc      | 1968, 1969                               |
| 4                   | Giacomo Agostini     | 350cc      | 1969, 1975                               |
| 4                   | Kork Ballington      | 350cc      | 1976, 1979                               |
| 4                   | Kork Ballington      | 250cc      | 1979, 1980                               |
| 4                   | Mick Doohan          | 500cc      | 1991, 1992, 1994, 1996                   |
| 4                   | Àlex Crivillé        | 500cc      | 1997, 1998, 1999                         |
| 4                   | Àlex Crivillé        | 125cc      | 1989                                     |
| 4                   | Dani Pedrosa         | MotoGP     | 2008, 2013, 2017                         |
| 4                   | Dani Pedrosa         | 250cc      | 2005                                     |
| 3                   | Tarquinio Provini    | 250cc      | 1963, 1964                               |
| 3                   | Tarquinio Provini    | 125cc      | 1954                                     |
| 3                   | Kenny Roberts        | 500cc      | 1979, 1980, 1982                         |
| 3                   | Carlos Lavado        | 250cc      | 1982, 1985, 1986                         |
| 3                   | Wayne Gardner        | 500cc      | 1986, 1987, 1990                         |
| 3                   | Kazuto Sakata        | 125cc      | 1993, 1994, 1998                         |
| 3                   | Ralf Waldmann        | 250cc      | 1997, 2000                               |
| 3                   | Ralf Waldmann        | 125cc      | 1992                                     |
| 3                   | Marc Márquez         | MotoGP     | 2014, 2018, 2019                         |
| 3                   | Francesco Bagnaia    | MotoGP     | 2022, 2023, 2024                         |
| 2                   | Fergus Anderson      | 500cc      | 1953                                     |
| 2                   | Fergus Anderson      | 350cc      | 1954                                     |
| 2                   | Hugh Anderson        | 125cc      | 1965                                     |
| 2                   | Hugh Anderson        | 50cc       | 1965                                     |
| 2                   | Bill Ivy             | 125cc      | 1966, 1967                               |
| 2                   | Salvador Cañellas    | 125cc      | 1968                                     |
| 2                   | Salvador Cañellas    | 50cc       | 1970                                     |
| 2                   | Angelo Bergamonti    | 500cc      | 1970                                     |
| 2                   | Angelo Bergamonti    | 350cc      | 1970                                     |
| 2                   | Kent Andersson       | 250cc      | 1970                                     |
| 2                   | Kent Andersson       | 125cc      | 1972                                     |
| 2                   | Chas Mortimer        | 500cc      | 1972                                     |
| 2                   | Chas Mortimer        | 125cc      | 1973                                     |
| 2                   | Jan de Vries         | 50cc       | 1971, 1973                               |
| 2                   | John Dodds           | 250cc      | 1973, 1974                               |
| 2                   | Freddie Spencer      | 500cc      | 1983, 1985                               |
| 2                   | Fausto Gresini       | 125cc      | 1986, 1987                               |
| 2                   | Stefan Dörflinger    | 80cc       | 1982, 1988                               |
| 2                   | Sito Pons            | 250cc      | 1984, 1988                               |
| 2                   | Eddie Lawson         | 500cc      | 1984, 1989                               |
| 2                   | Tetsuya Harada       | 250cc      | 1993, 1995                               |
| 2                   | Haruchika Aoki       | 125cc      | 1995, 1996                               |
| 2                   | Masao Azuma          | 125cc      | 1999, 2001                               |
| 2                   | Lucio Cecchinello    | 125cc      | 2002, 2003                               |
| 2                   | Marco Simoncelli     | 125cc      | 2004, 2005                               |
| 2                   | Loris Capirossi      | MotoGP     | 2006                                     |
| 2                   | Loris Capirossi      | 250cc      | 1998                                     |
| 2                   | Toni Elías           | Moto2      | 2010                                     |
| 2                   | Toni Elías           | 250cc      | 2003                                     |
| 2                   | Pol Espargaró        | Moto2      | 2012                                     |
| 2                   | Pol Espargaró        | 125cc      | 2010                                     |
| 2                   | Mika Kallio          | Moto2      | 2014                                     |
| 2                   | Mika Kallio          | 250cc      | 2008                                     |
| 2                   | Romano Fenati        | Moto3      | 2012, 2014                               |
| 2                   | Lorenzo Baldassarri  | Moto2      | 2018, 2019                               |
| 2                   | Sam Lowes            | Moto2      | 2016, 2023                               |

### Par constructeurs (vainqueurs multiples)
| Nombre de victoires | Constructeurs   | Victoires  | Victoires                                                                                      |
| Nombre de victoires | Constructeurs   | Catégories | Années de victoires                                                                            |
| ------------------- | --------------- | ---------- | ---------------------------------------------------------------------------------------------- |
| 50                  | Honda           | MotoGP     | 2002, 2003, 2004, 2008, 2012, 2013, 2014, 2017, 2018, 2019                                     |
| 50                  | Honda           | 500cc      | 1983, 1985, 1986, 1987, 1989, 1990, 1991, 1992, 1994, 1995, 1996, 1997, 1998, 1999, 2001       |
| 50                  | Honda           | Moto3      | 2015, 2017, 2019                                                                               |
| 50                  | Honda           | 250cc      | 1962, 1966, 1988, 1991, 1997, 2001, 2004, 2005, 2009                                           |
| 50                  | Honda           | 125cc      | 1961, 1962, 1963, 1964, 1991, 1992, 1993, 1995, 1996, 1999, 2000, 2001                         |
| 50                  | Honda           | 50cc       | 1966                                                                                           |
| 41                  | Yamaha          | MotoGP     | 2005, 2007, 2009, 2010, 2011, 2015, 2016, 2020                                                 |
| 41                  | Yamaha          | 500cc      | 1972, 1979, 1980, 1982, 1984, 1988                                                             |
| 41                  | Yamaha          | 350cc      | 1971, 1972, 1973, 1974, 1975, 1976, 1977                                                       |
| 41                  | Yamaha          | 250cc      | 1965, 1967, 1968, 1970, 1971, 1973, 1974, 1977, 1982, 1985, 1986, 1987, 1989, 1990, 1993, 1995 |
| 41                  | Yamaha          | 125cc      | 1966, 1967, 1972, 1973                                                                         |
| 22                  | Aprilia         | 250cc      | 1992, 1994, 1996, 1998, 1999, 2000, 2002, 2003, 2006, 2007                                     |
| 22                  | Aprilia         | 125cc      | 1994, 1997, 1998, 2002, 2003, 2004, 2005, 2006, 2007, 2008, 2009, 2011                         |
| 12                  | Kalex           | Moto2      | 2012, 2013, 2014, 2015, 2016, 2017, 2018, 2019, 2020, 2021, 2022, 2023                         |
| 11                  | MV Agusta       | 500cc      | 1952, 1954, 1968, 1969, 1970, 1973                                                             |
| 11                  | MV Agusta       | 350cc      | 1969, 1970                                                                                     |
| 11                  | MV Agusta       | 250cc      | 1961                                                                                           |
| 11                  | MV Agusta       | 125cc      | 1953, 1955                                                                                     |
| 10                  | Kreidler        | 50cc       | 1962, 1963, 1964, 1969, 1971, 1973, 1975, 1978, 1979, 1982                                     |
| 10                  | Derbi           | 125cc      | 1970, 1971, 1974, 1988, 2010                                                                   |
| 10                  | Derbi           | 80cc       | 1985, 1986, 1987                                                                               |
| 10                  | Derbi           | 50cc       | 1970, 1972                                                                                     |
| 8                   | Suzuki          | 500cc      | 1978, 1993, 2000                                                                               |
| 8                   | Suzuki          | 125cc      | 1965, 1969                                                                                     |
| 8                   | Suzuki          | 50cc       | 1965, 1967, 1968                                                                               |
| 8                   | KTM             | Moto3      | 2013, 2014, 2016, 2018, 2020, 2021, 2023                                                       |
| 8                   | KTM             | 250cc      | 2008                                                                                           |
| 7                   | Kawasaki        | 500cc      | 1971                                                                                           |
| 7                   | Kawasaki        | 350cc      | 1979                                                                                           |
| 7                   | Kawasaki        | 250cc      | 1978, 1979, 1980, 1981, 1983                                                                   |
| 6                   | Morbidelli      | 125cc      | 1975, 1976, 1977, 1978, 1980, 1986                                                             |
| 6                   | Garelli         | 125cc      | 1982, 1983, 1984, 1986, 1987                                                                   |
| 6                   | Garelli         | 50cc       | 1983                                                                                           |
| 6                   | Ducati          | MotoGP     | 2006, 2021, 2022, 2023, 2024, 2025                                                             |
| 4                   | Bultaco         | 125cc      | 1968                                                                                           |
| 4                   | Bultaco         | 50cc       | 1976, 1977, 1981                                                                               |
| 3                   | Moto Guzzi      | 500cc      | 1953                                                                                           |
| 3                   | Moto Guzzi      | 350cc      | 1954                                                                                           |
| 3                   | Moto Guzzi      | 250cc      | 1953                                                                                           |
| 3                   | JJ Cobas        | 250cc      | 1984                                                                                           |
| 3                   | JJ Cobas        | 125cc      | 1989, 1990                                                                                     |
| 2                   | Mondial         | 125cc      | 1951, 1954                                                                                     |
| 2                   | Gilera          | 500cc      | 1951, 1955                                                                                     |
| 2                   | Morini          | 250cc      | 1963                                                                                           |
| 2                   | Morini          | 125cc      | 1952                                                                                           |
| 2                   | Harley-Davidson | 250cc      | 1975, 1976                                                                                     |
| 2                   | Minarelli       | 125cc      | 1979, 1981                                                                                     |
| 2                   | Krauser         | 80cc       | 1988, 1989                                                                                     |

## Circuits utilisés

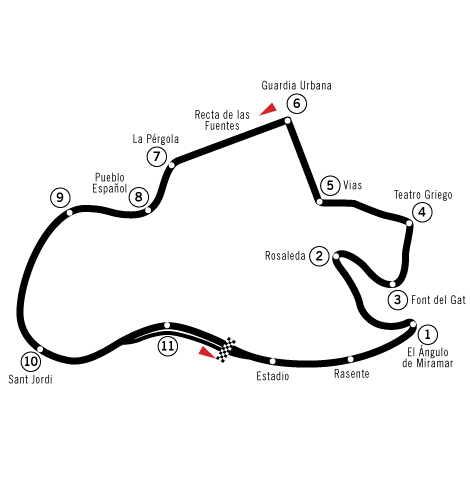
Circuit de Montjuïc
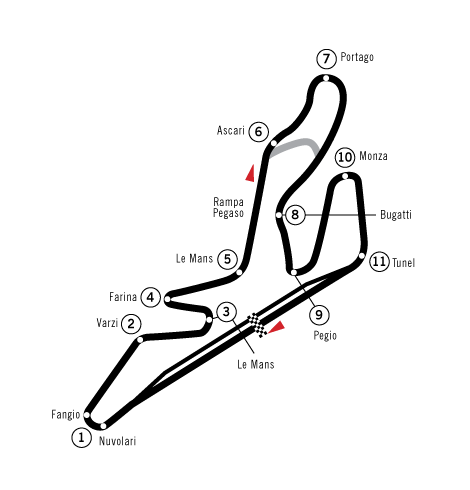
Circuit de Jarama
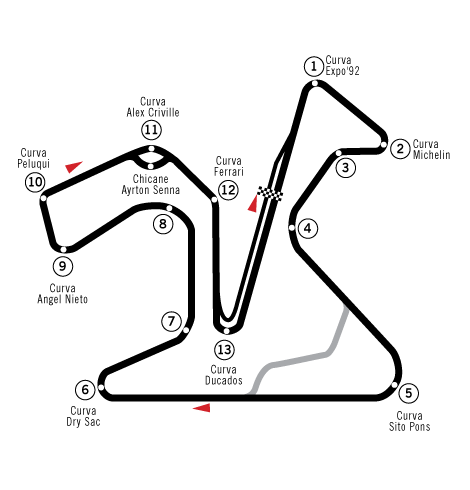
Circuit de Jerez